# Xfire
Xfire er et Instant messaging program, hvis målgruppe hovedsageligt er gamere. Programmet fungerer også som en spilserver-browser, og blev oprindeligt udviklet af Ultimate Arena til Microsoft Windows.

## Funktioner

### Instant messaging
Xfires chatfunktion understøtter chat mens spillet er på fuld skærm, og eliminerer derfor behovet for at minimere spillet. Det er dog også muligt at bruge chatfunktionen uden for spillet, som det gøres med andre messagingprogrammer.

### Spil
Xfire indeholder en funktion der gør det muligt at se, hvis en kontaktperson kører et computerspil. Ved at analysere kontaktens kørende processer, opdage den det aktive spil og sender disse informationer til Xfire klienten. I mange tilfælde kan Xfire også registrere, hvilken server den givne kontaktperson spiller på, samt informationer om hvilken bane der spilles, og kontaktens pingtid. Hvis spillet understøtter det, vil det i nogle tilfælde være muligt at deltage i spillet ved blot at klikke på disse informationer, hvis man også selv har spillet installeret, hvilket er en funktion der også ses i andre programmer, så som Steam. Xfire gemmer desuden også en log over hvilke spil der spilles, hvor lang tid de spilles, samt andre informationer, så som eventuelle highscores.

## Understøttelse
Ved udgivelsen af version 1.84, den 19. november 2007, understøttede Xfire mere end 1000 spil af diverse spilgenrer, hvilket inkluderer spil som Counter-Strike: Source, Starcraft, og World of Warcraft.
Understøttelsen af styresystemerne Windows 98 og Windows Me blev stoppet fra og med januar 2007.